# 塩原勘解由
塩原 勘解由（しおばら かげゆ、生没年不詳）は甲斐国の戦国大名武田信玄（晴信）に仕えた武士。諱は信重（のぶしげ）。
埼玉県本庄市に帰農し石碑や古文書でその存在が記されている。本庄で帰農し聖天を納めた堂宇を作り、それが後年地名となった。

## 生涯
晴信は甲斐の領内で採掘した金で帰依している聖天像を十六体造り、その内の一体を家臣の塩原勘解由に分け与えた。
天正元年（1573年）に晴信が没すると勘解由は三条陽雲院に子弟を率いて随従し、利根川の南に広がる武蔵国児玉郡の本庄台地末端の杉山の村落に移り住み、そこに四門造りの堂宇を建て聖天像を安置した。以降杉山村の人々はこれを「四門堂聖天」と唱え、やがて堂宇の周囲一帯は「四門堂」と呼ばれた。
勘解由は居館に堀を廻らし武田家再興に備えたが、武田家の滅亡を知って帰農した。
天正18年（1590年）、徳川家康の家臣小笠原掃部大夫信嶺が信州松尾より赴任し本庄を領有するが、勘解由は領主小笠原氏と同族の誼により四門堂に居館を構え続けることを認められた。
徳川の世となった正保2年（1645年）頃、この地区は四門堂を改め「下野堂」と称され杉山村から分村し、「四門堂聖天宮」は下野堂村と杉山村の鎮守となった。
小笠原氏の下総国古河転封後、下野堂村は旗本鈴木長左衛門領、続いて旗本蔭山因幡守領となり、蔭山因幡守領が幕末まで続いた。
勘解由の長男の庄兵衛は、下野堂村塩原家の総本家として名字帯刀を許され、蔭山因幡守知行所の名主役を代々にわたり仰せ付けられ、下野堂鎮守の別当も勤めた。
時代が明治に移ると明治政府の廃仏毀釈令により神仏習合が禁止となり、四門堂聖天宮はイザナギノミコト、イザナミノミコトの二神を祭って二柱神社と改称した。
勘解由の墓は長年塩原総本家の敷地内にあったが、区画整理により現在では二柱神社境内に移され現存する。

## 参考資料
- 『埼玉県児玉郡神社由緒記』
- 『本庄市人名資料』
- 『本庄歴史缶』本庄市教育委員会、1997年
- 『都島連合・地誌編』
- 『武蔵国郡村誌』
- 『信長公記』巻十五